# Boroxin
Boroxin (B3H3O3) ist eine heterocyclische Verbindung aus Bor und Sauerstoff, die auch Cyclotriboroxan genannt wird. Es ist sehr reaktionsfreudig und reagiert schon bei Raumtemperatur spontan mit Sauerstoff und Kohlenmonoxid.

## Verwendung
Boroxin dient zur Herstellung von Verbindungen, die für Elektrolyte von Lithium-Polymer-Akkumulatoren und für optische Materialien benutzt werden.

## Derivate
Abgeleitete Verbindungen mit der für Boroxin typischen Ringstruktur (B3O3-R3) werden auch Boroxine genannt. Sie können als Anhydride der Boronsäuren aufgefasst werden. Boroxine entstehen häufig bei Reaktionen von Borsäuren.
- Trihydroxyboroxin (H3B3O6), eine Metaborsäure
- Trimethoxyboroxin (C3H9B3O6)
- Trimethylboroxin (C3H9B3O3)
- Triarylboroxine[7]
- Triphenylboroxin
- Tri(4-bromophenyl)boroxin
- 3-Chlorpropoxyboroxin
- 2-Chlorethoxyboroxin
- 2,4,6-Trivinylcyclotriboroxan-Pyridin (CAS-Nummer: 95010-17-6)

Die Synthese von Boroxinderivaten erfolgt durch die Kondensation von Borsäuren. Die meisten Boroxine liegen in Anwesenheit von Wasser im Gleichgewicht mit ihren entsprechenden Boronsäuren vor.